# Saint-Saturnin (Sarthe)
Saint-Saturnin – miejscowość i gmina we Francji, w regionie Kraj Loary, w departamencie Sarthe.
Według danych na rok 1990 gminę zamieszkiwało 1697 osób, a gęstość zaludnienia wynosiła 176 osób/km² (wśród 1504 gmin Kraju Loary Saint-Saturnin plasuje się na 362. miejscu pod względem liczby ludności, natomiast pod względem powierzchni na miejscu 1020.).